# منتخب غامبيا تحت 20 سنة لكرة القدم
منتخب غامبيا تحت 20 سنة لكرة القدم هو ممثل غامبيا الرسمي في المنافسات الدولية في كرة القدم في فئة كرة قدم تحت 20 سنة للرجال
، يديريه اتحاد غامبيا لكرة القدم.